# Xylocopa longula
Xylocopa longula är en biart som beskrevs av Heinrich Friese 1922. Xylocopa longula ingår i släktet snickarbin, och familjen långtungebin. Inga underarter finns listade i Catalogue of Life.